# Spiegel TV Reportage
Spiegel TV Reportage (Eigenschreibweise SPIEGEL TV REPORTAGE) war eine von Spiegel TV produzierte deutsche Reportagesendung, die auf Sat.1 ausgestrahlt wurde. Für den Inhalt war der Sender Sat.1 selbst nicht verantwortlich, da es sich bei diesem Sendeplatz um eine gesetzlich vorgeschriebene Drittsendelizenz handelte. Von 1990 bis 2000 war der Regisseur Ulrich Stein Redaktionsleiter der Spiegel TV Reportage bei Sat.1.
Im Oktober 2020 gab Sat.1 die Einstellung aller über eine Drittsendelizenz ausgestrahlten Sendungen bekannt. Zuvor gab es jahrelang Rechtsstreitigkeiten bezüglich der zuständigen Landesmedienanstalt und der Rechtmäßigkeit der Verpflichtung zur Ausstrahlung von Drittanbieter-Programmen.

## Inhalt
Spiegel TV Reportage wurde ab dem 3. Juli 1990 bei Sat.1 gesendet. Es war eine Fernsehsendung, die über aktuelle Themen aus deutschen und internationalen politischen, historischen und gesellschaftlichen Ereignissen informierte. Auch Reportagen über Unterhaltungsthemen und Wissenschaftsthemen wurden gezeigt.
Im Januar 2015 wurde das Konzept leicht verändert. Jeder Monat wurde anschließend einem bestimmten Schwerpunkt gewidmet, sodass jeweils vier Folgen sich mit einem gemeinsamen Oberthema befassten. Außerdem wurde das Design und die Titelmusik verändert.

## Ausstrahlung
Die Sendung wurde in den Anfangsjahren am Dienstagabend ausgestrahlt und ab dem 12. April 1999 am Montagabend. 2015 und 2016 wurde sie am Mittwochabend gesendet und von 2017 bis 2020 am Dienstagabend. Ab Juli 2005 teilte sie sich mit der ähnlich konzipierten Sendung Focus TV Reportage den Sendeplatz. Zunächst wurde einmal monatlich Focus TV Reportage ausgestrahlt und ab Januar 2006 wurden die beiden Sendungen im halbjährlichen Wechsel gesendet.

## Titelmelodie
Als Titelmelodie wurde bis 2014 die Ouvertüre der Oper Rienzi von Richard Wagner verwendet und ab 2015 das Lied Adrenalin vom Rapper Kontra K.